# Effectenkantoor Oudhof
Het voormalig hoofdkwartier van Effectenkantoor Oudhof aan het Rokin 99 is een gebouw aan het Rokin in Amsterdam-Centrum. Alhoewel daterend uit 1990 werd het in 2016 al tot gemeentelijk monument verklaard, een van de jongste monumenten ooit.

## Inleiding
Tot 1987 stonden ter plaatse aan het Rokin voornamelijk grachtenpanden uit de tijd dat het Rokin nog een open water was. Het waren vaak gebouwen met een smalle voorgevel die diep in de achterliggende terreinen sneden, soms tot aan de Nes aan toe. Aan het begin van de 20e eeuw was er echter ook een aantal verzekeringsmaatschappijen gevestigd, die net zo snel weer vertrokken als dat ze gekomen waren. In de jaren tachtig groeide het commissionairshuis P. Oudhof & Co (Effectenkantoor Oudhof) uit haar jas. Zij zochten een nieuwe plek en lieten hun oog vallen op Rokin 99 (smal en diep), van waaruit zij begin 1988 zou gaan opereren (de bouw vertraagde die overgang met twee jaar). Zij hadden aan architect Mart van Schijndel gevraagd het ontwerp te leveren voor nieuwbouw op Rokin 99. Hij kwam met een kruising tussen een klassiek uiterlijk (Hollandse en Italiaanse Renaissance) en moderne bouwmaterialen en kleuren, een voorbeeld uit het postmodernisme. Naar de oude stijlen verwijzen de horizontale banden die in de gevel terug zijn te vinden. De ronde glazen erker was destijds weer uiterst modern. Het gebouw mocht vermoedelijk vanwege gemeentelijke eisen niet hoger; het gebouw steekt dan ook nauwelijks boven haar buurpanden uit.

## Opbouw gebouw
De begane grond van het gebouw is opgetrokken uit graniet. De vrij smalle aluminium toegangsdeur kreeg een kleur mee van Bordeauxrood. Van Schijndel liet zich qua vormgeving inspireren door de toegang van de Beurs van Berlage, al is die vele malen breder. Boven de deur is “Oudhof” leesbaar. In de klassiek ogende sluitsteen boven het bovenlicht is het huisnummer zichtbaar. Van Schijndel koos voor de gesloten opstelling omdat financiële instanties in die jaren nog wel eens slachtoffer werden van vernielzucht als gevolg van vermeende speculatie. In deze grote plint met bovenbouw  zitten drie ronde ruiten. Boven dit uitgesproken gesloten deel volgt de erker met verlijmd spiegelend glas, die bijna de gehele voorgevel in beslag neemt. Dit deel zou in tegenstelling tot de onderbouw juist de communicatie met de buitenwereld moeten vergroten. De erker wordt aan beide zijden geflankeerd door afwisselend grijze en turquoise banden. De banden zijn een verwijzing naar Hollandse en Italiaanse renaissance-architectuur, maar dan gemaakt van geanodiseerd aluminium; de kleur haalde Van Schijndel uit de kleur van de Fiat Tipo. De opbouw van die kolommen geeft het gebouw het uiterlijk alsof het uit bouwdooselementen is opgebouwd. Tegenover die ronde gesegmenteerde erker volgen twee vensters die uitgesproken rechthoekig zijn. De bandenstructuur zet zich door naar het dak, waarbij een antiek gevelelement in de vorm van een timpaan het bouwwerk afsluit, ook deze lijkt uit een bouwdoos te komen. Het timpaan met gat, dat verwijst naar de kijkgaten in het onderstuk, sluit slechts voor een klein gedeelte aan op de voorgevel. Achter de bijna pandbrede opening gaat een teruggetrokken balkon schuil.
Het gebouw was vlak na oplevering spraakmakend. Zo vergeleek het NRC Handelsblad van 20 juli 1990 het uiterlijk van een bordeel of casino. Het Parool vond een paar dagen later, dat de moderne bouwsels in een binnenstad een “kermis” vormden. Toch constateerde De Volkskrant in 1991 al dat het gebouw inmiddels was uitgegroeid tot het bekendste werk van Van Schijndel. Er werd door de vreemd geplaatste glaspartijen ook wel gesproken over het Ray-Bangebouw of De Mestkever (ogen en schild).
Later werd er toch anders tegen het gebouw aangekeken. Het werd tot gemeentelijk monument verklaard en kwam voor op de lijst van topgebouwen in de lijst Post ’65 Architectuur, 1966-1990 in Amsterdam, ook uitgegeven door Heemschut.
Zowel het effectenkantoor en de architect konden slechts kort genieten van het gebouw. Oudhof werd rond 1998 overgenomen door Kempen & Co, Van Schijndel overleed in 1999. Nadat Oudhof vertrokken was trok een kantoor van Spar in het gebouw.

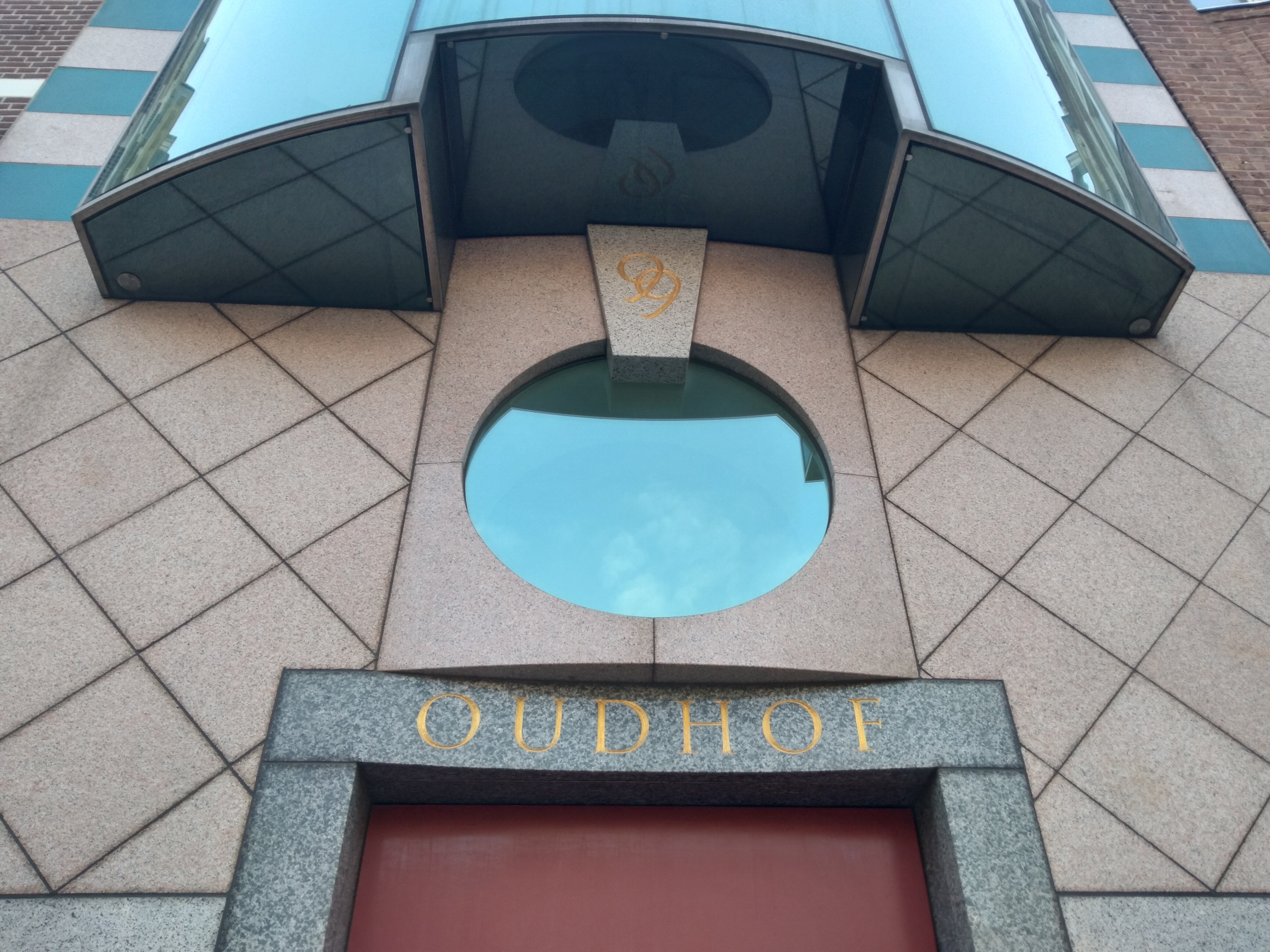
Oudhof boven de deur (juli 2021)